# 蚌埠公交106路
蚌埠公交106路是中国安徽省蚌埠市的一条公交线路，由机电技师学院开往虎山公园，由蚌埠市公共交通集团有限公司运营、管理。

## 历史

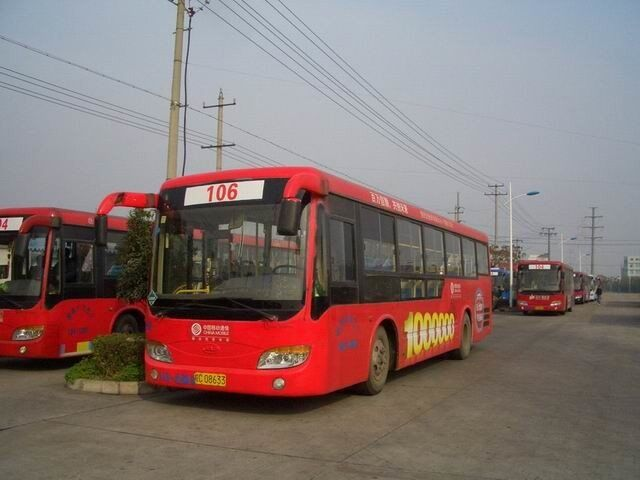
蚌埠公交106路最初使用的江淮HFC6100G型
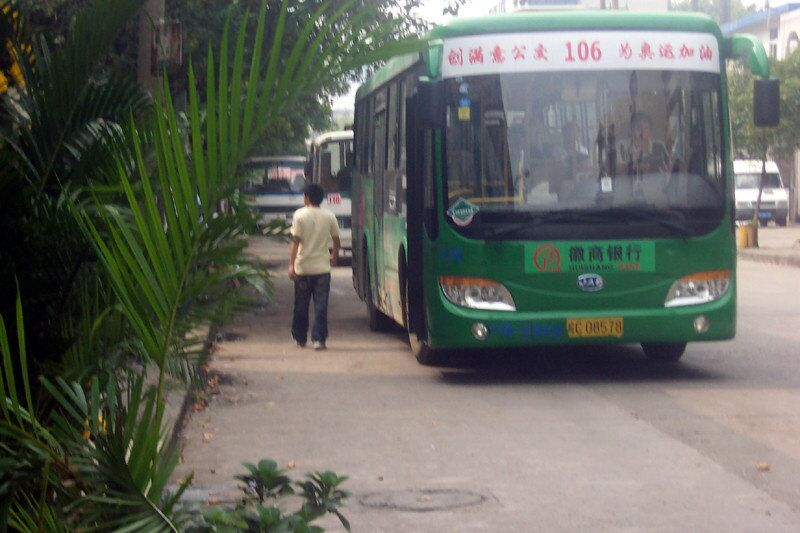
蚌埠公交106路在北京奥运时期贴有公益广告
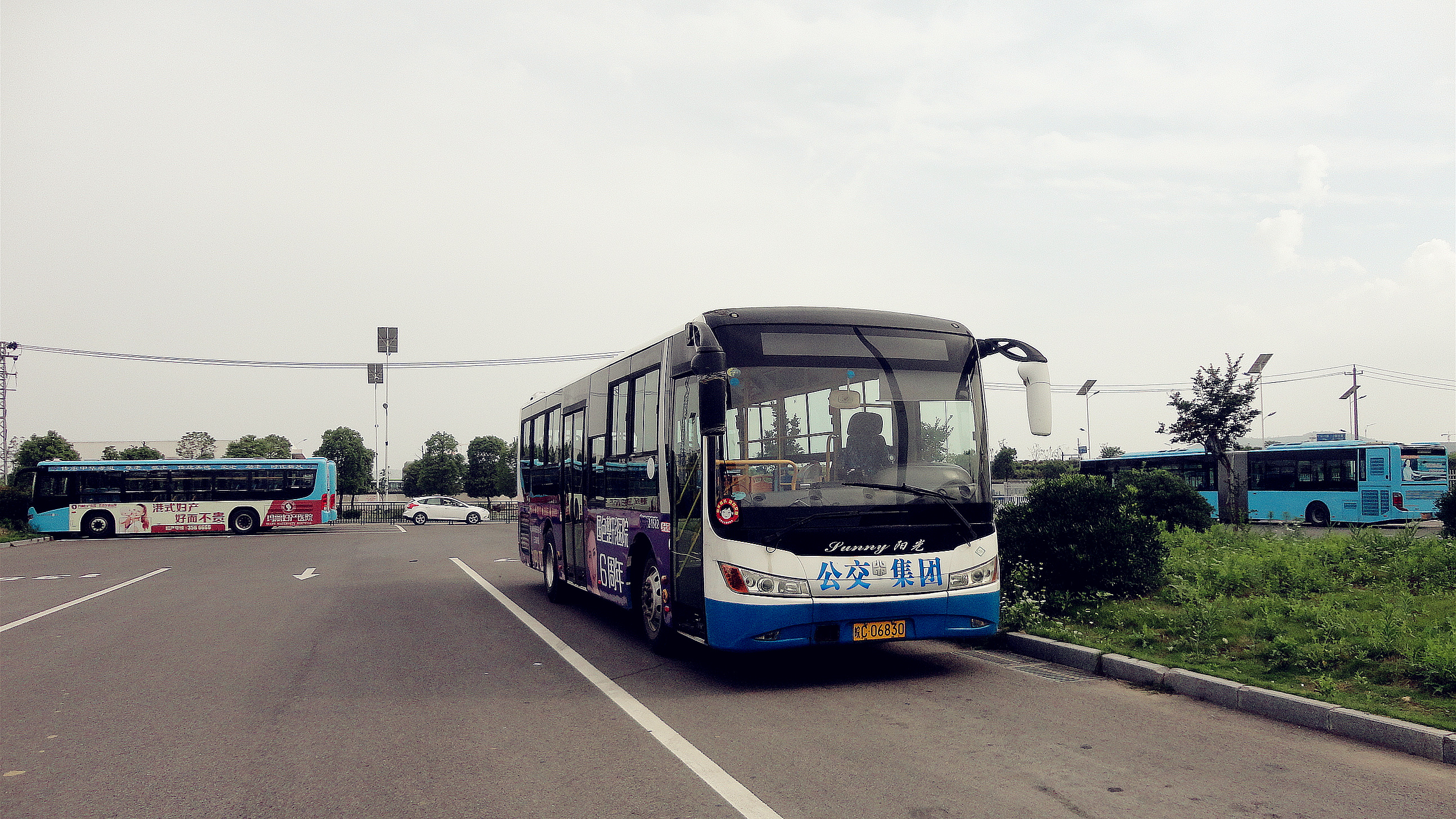
蚌埠公交106路收购后使用的中通天然气客车
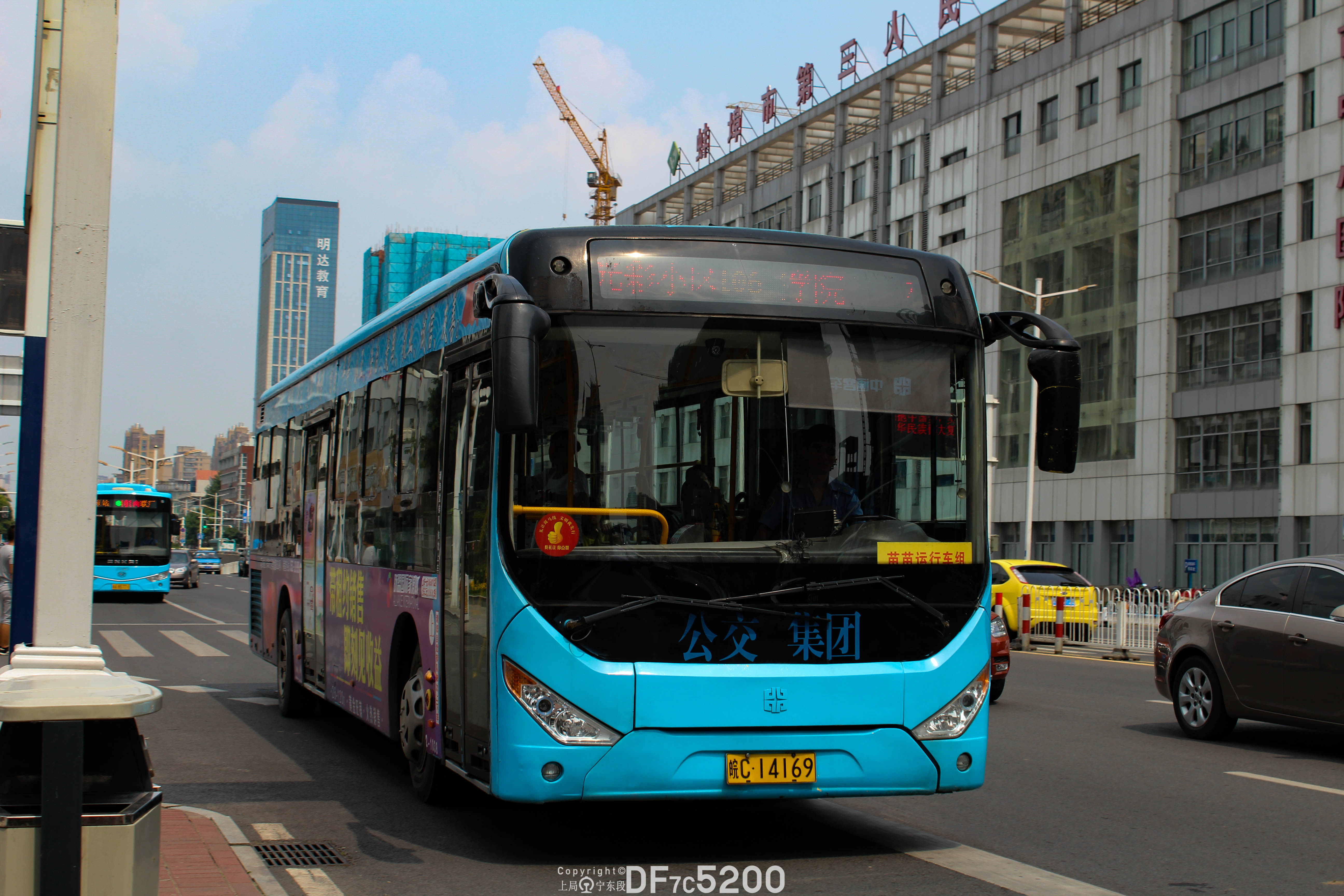
蚌埠公交106路后期使用的中通天然气空调车
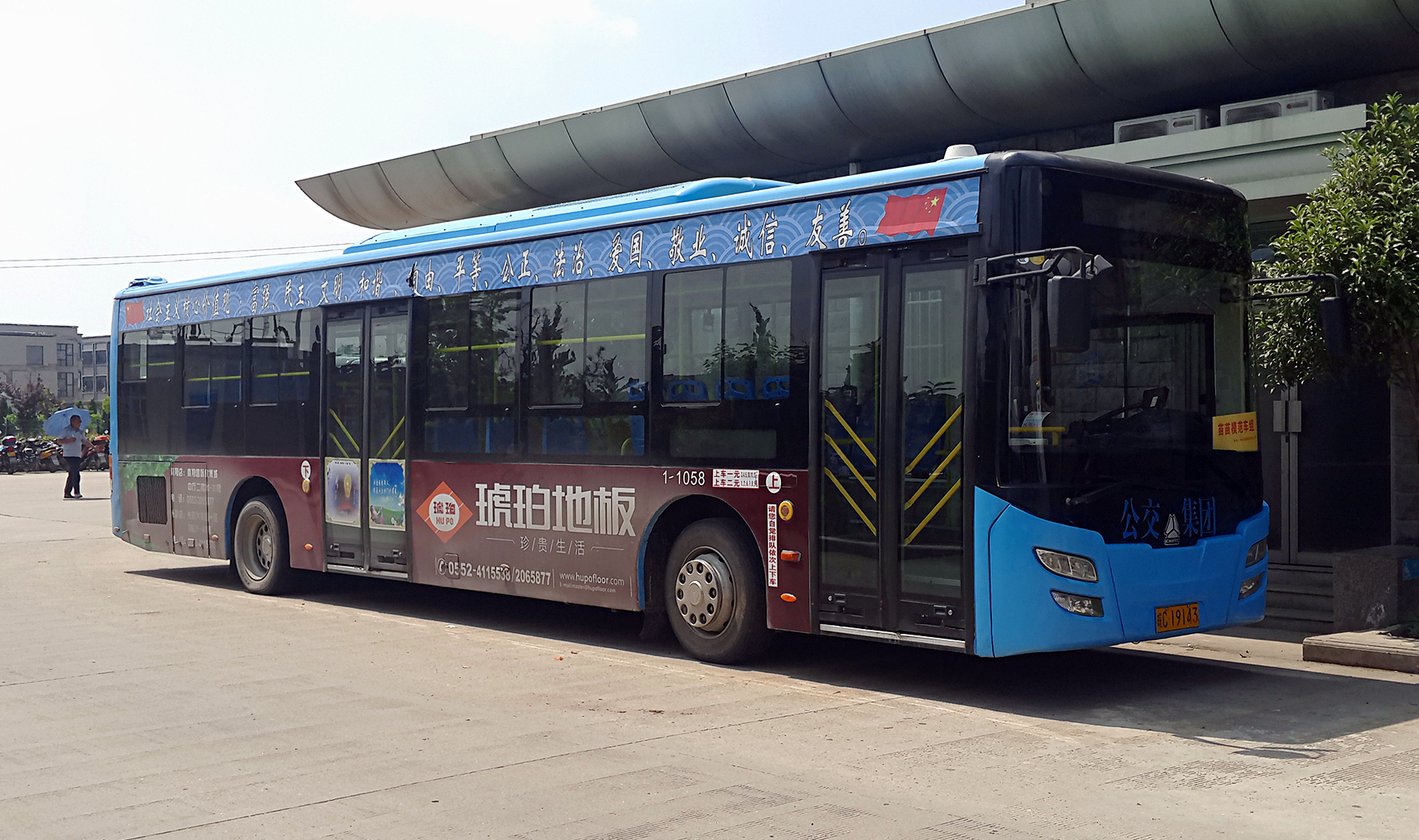
蚌埠公交106路后期使用的豪沃天然气空调车
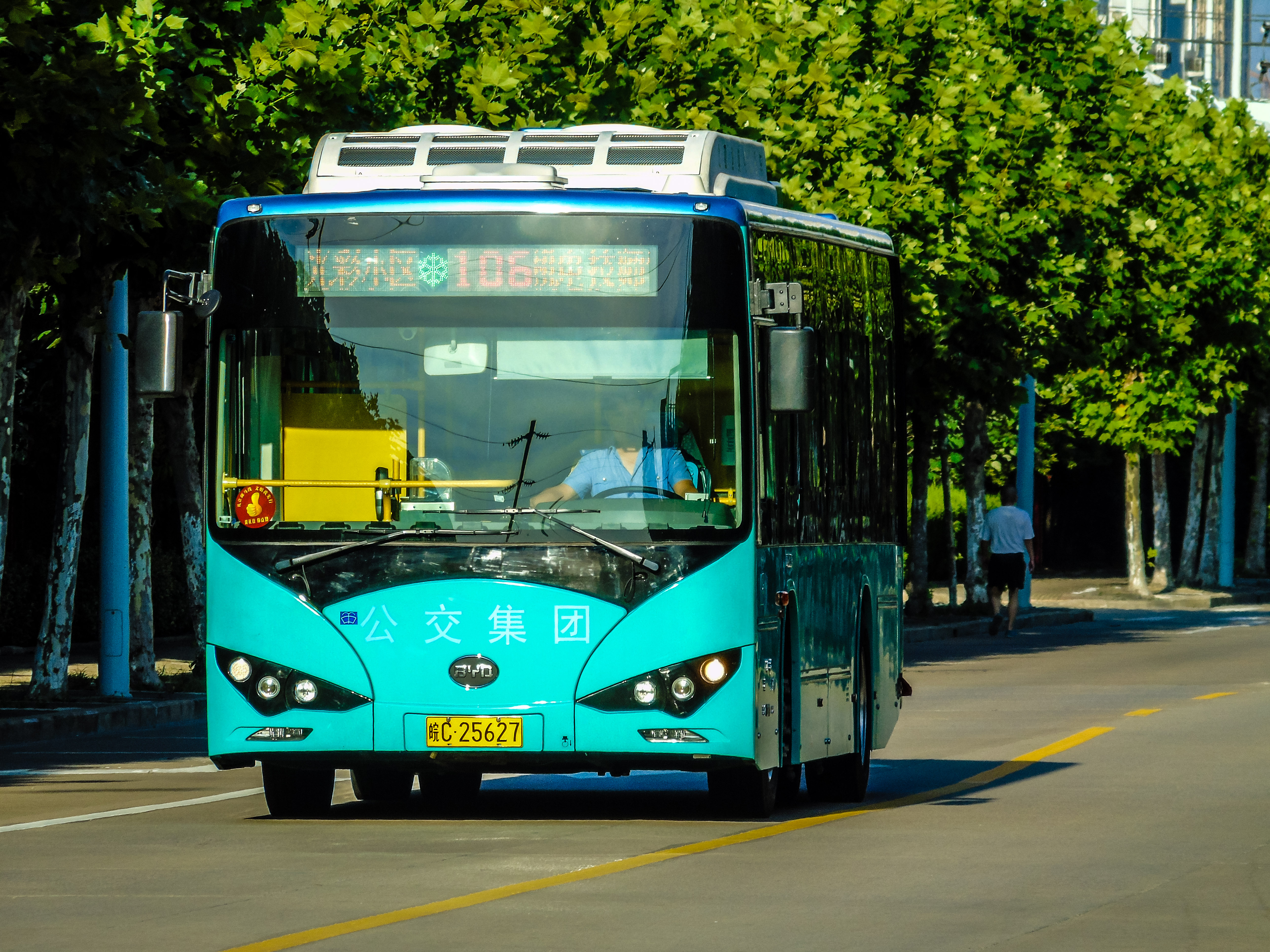
蚌埠公交106路后期使用的比亚迪纯电动空调车

- 1970年代，蚌埠公交公司开通了6路公交，是现106路的前身。
- 2005年，蚌埠市珠城巴士股份有限公司注册成立，当天蚌埠公交公司将104路、106路、109路三条公交线路的经营权转让给蚌埠市珠城巴士股份有限公司，蚌埠市珠城巴士股份有限公司为这三条线路购置了近百台新车，其中104路、106路使用江淮HFC6100G型柴油客车，109路使用星凯龙（安凯客车）HFX6101GK09型柴油客车。[2][3][4]
- 2014年，蚌埠市珠城巴士股份有限公司购置济南重汽豪沃天然气空调客车、中通天然气空调车投入106路。[5][6]
- 2015年，蚌埠市珠城巴士股份有限公司被蚌埠市公共交通集团有限公司全资收购，原有柴油车辆全部报废，取而代之的是中通、宇通天然气客车。[7][8]
- 2016年10月1日，蚌埠公交集团10条公交线路恢复冬季运营时间，其中包括106路。[9]
- 2017年6月，蚌埠公交集团购置的比亚迪K8A型纯电动空调车投入106路运营。[10][11][12]
- 2019年1月6日，为了更好的服务光彩小区、银泰城、新地城市广场、琥珀新天地等小区市民公交出行，蚌埠公交集团106路，125路由光彩小区延长至虎山公园站。[13]

## 站点

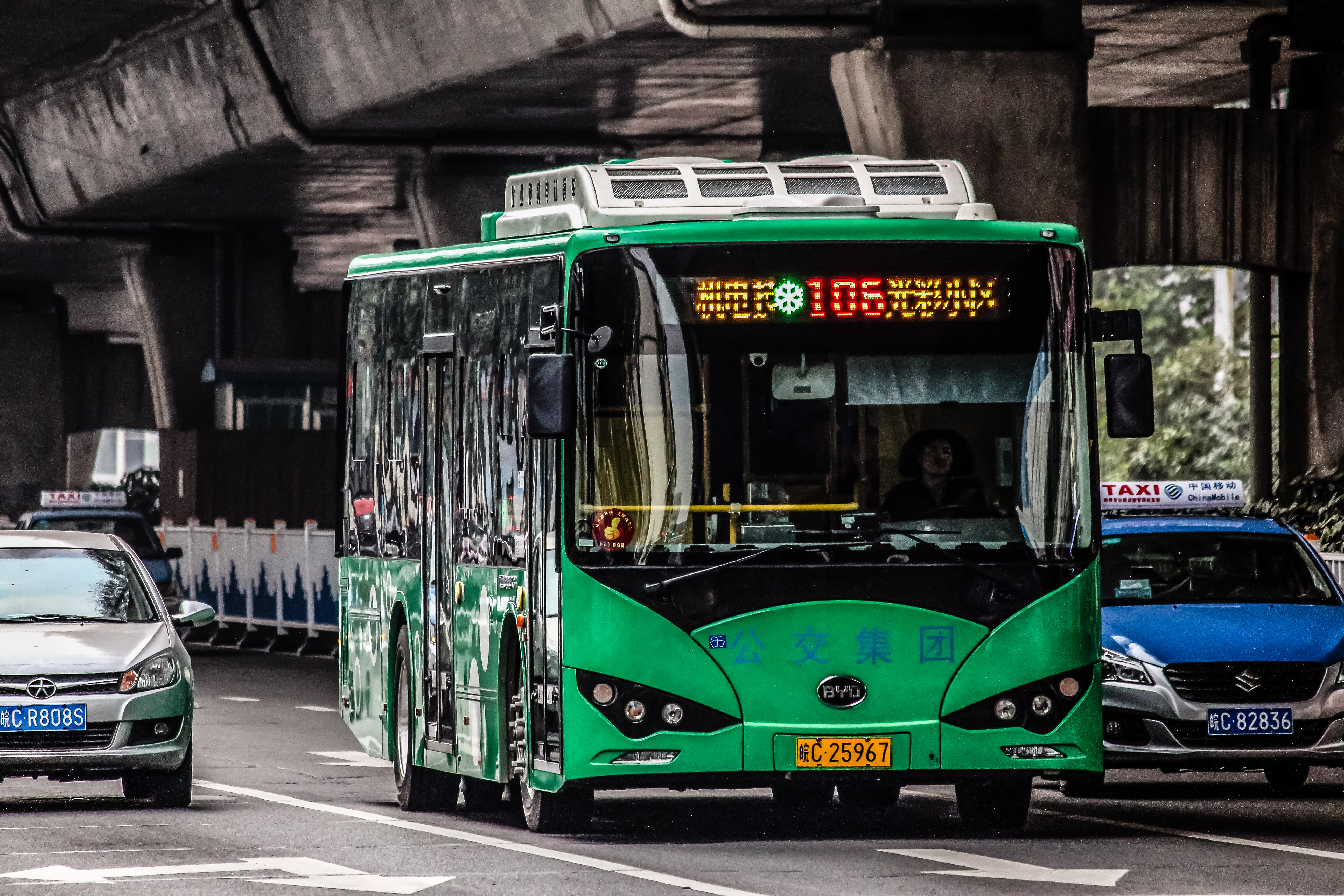
全市唯一一台绿色涂装车辆承运106路

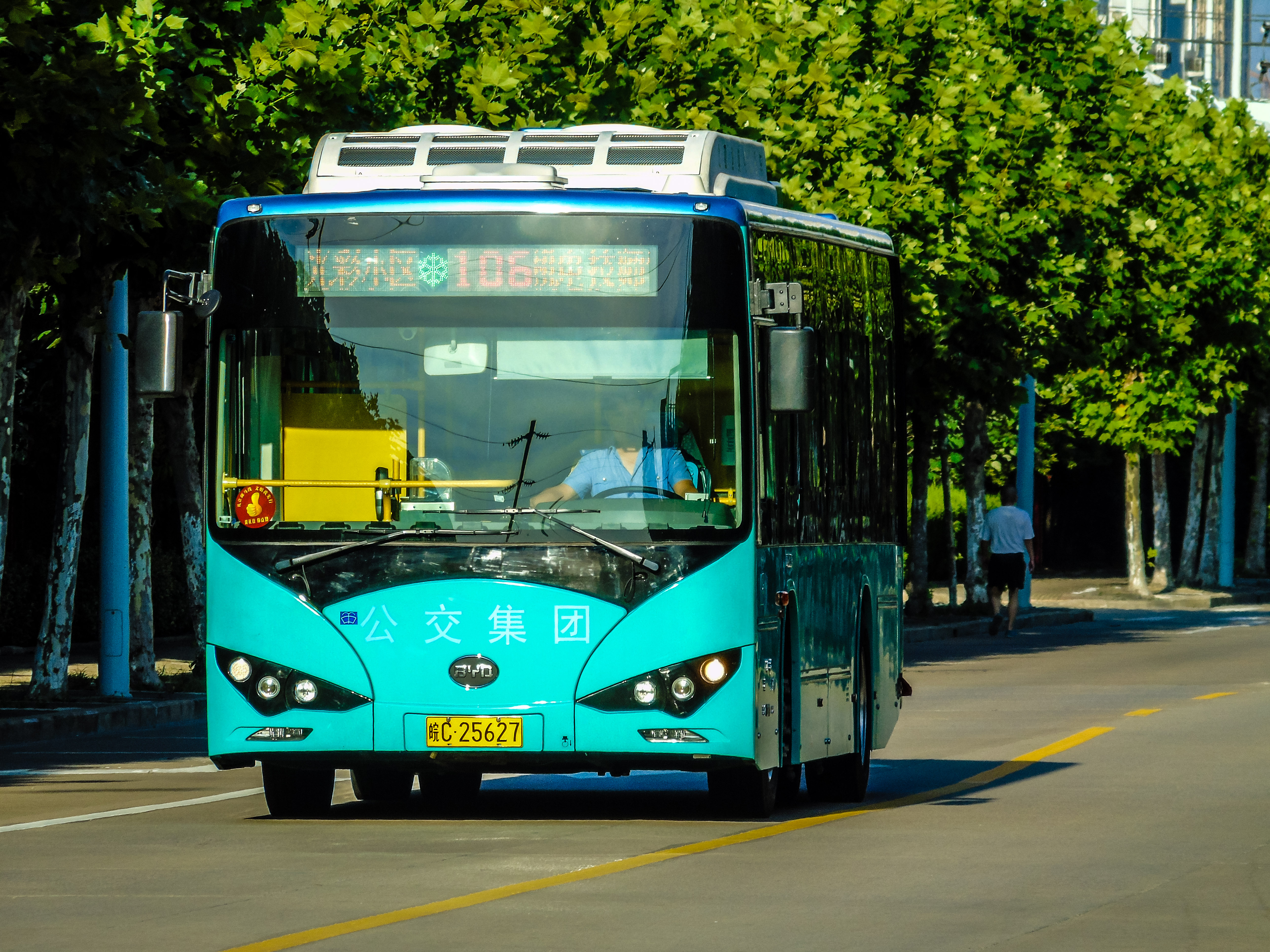
蚌埠公交106路在长青南路站

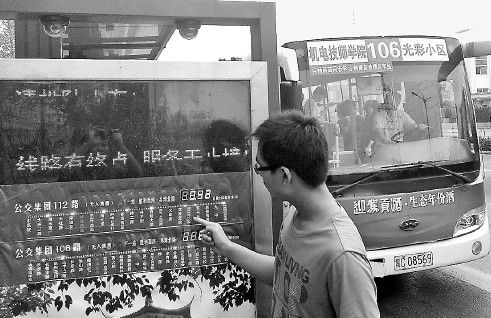
蚌埠公交106路停靠在蚌埠日报社站

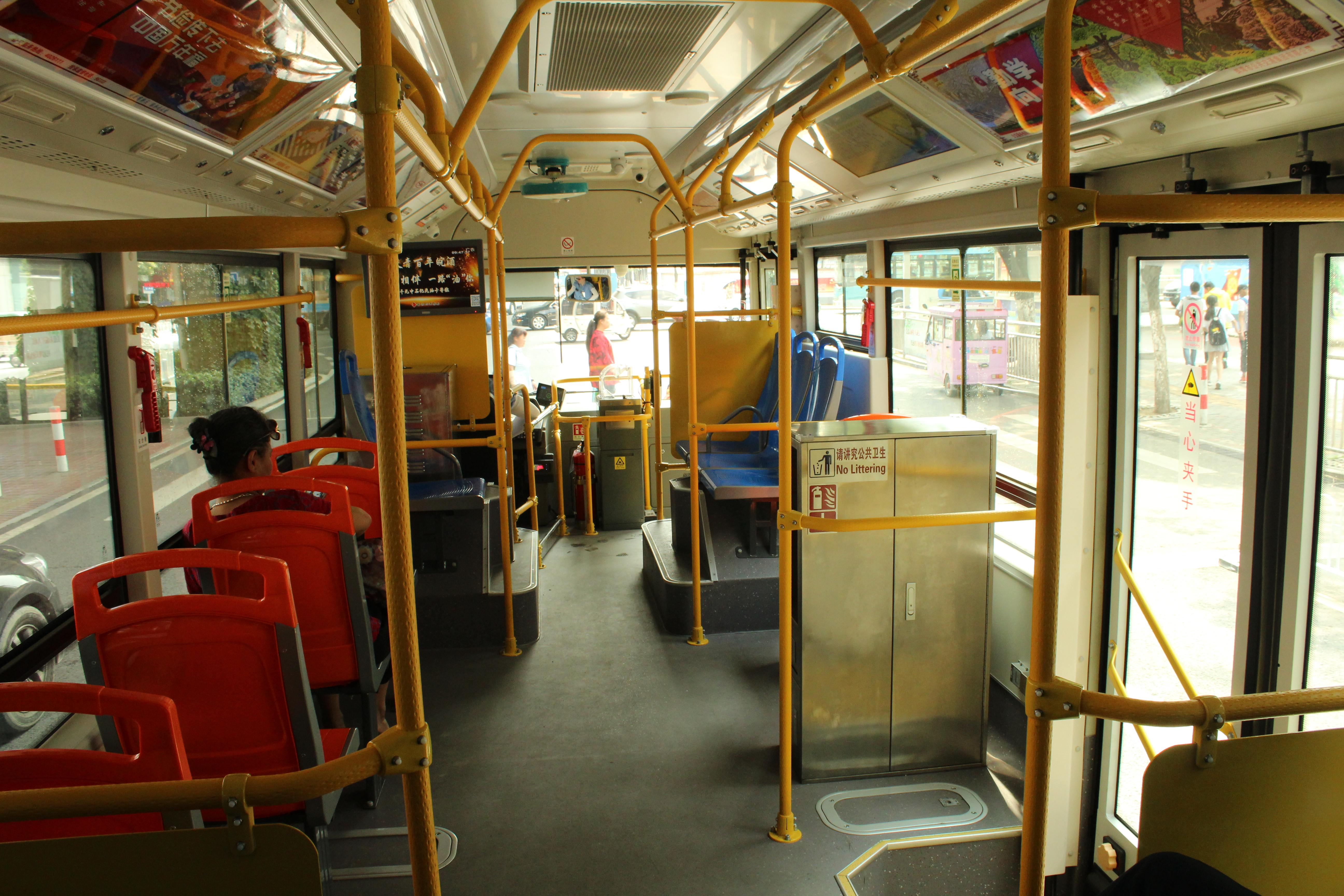
蚌埠公交106路比亚迪K8内饰

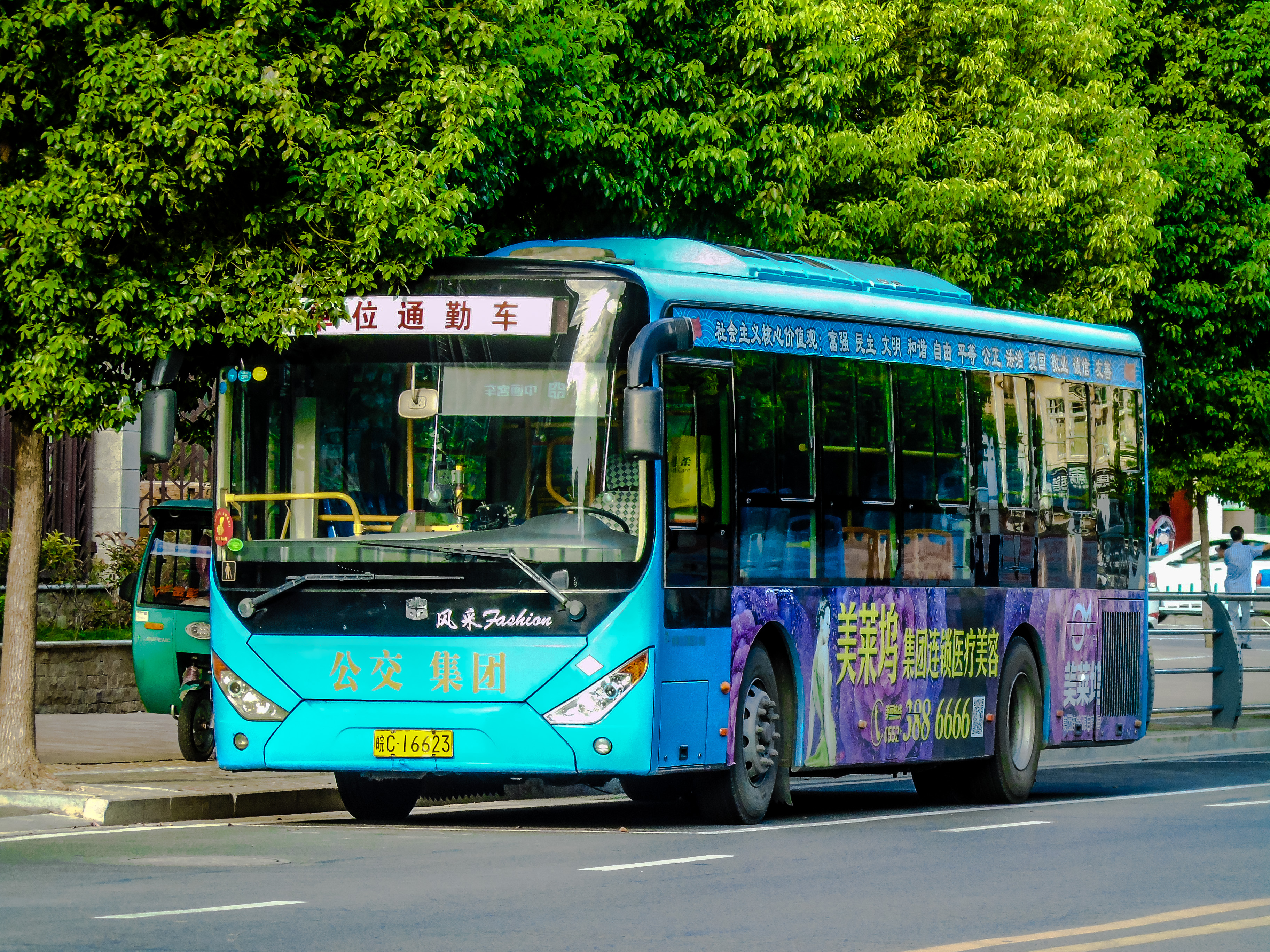
蚌埠公交106路退役车辆现为通勤车

### 途经站
- 往机电技师学院 ： 虎山公园 - 二院体检中心 - 光彩小区 - 蚌埠救助管理站 - 航华路·东海大道 - 戴湖·桃李园 - 慕远学校 - 宝龙广场 - 紫荆名流西 - 投资大厦 - 中信银行 - 延安路·体育路 - 津浦大塘南 - 第三人民医院 - 第一实验学校 - 一中 - 朝阳路桥 - 胜利路·纬四路 - 蚌埠日报社 - 西大坝 - 胜利西路·吴湾北路 - 蚌埠新港 - 柴油机厂 - 华光大道·涂山路北 - 华光大道·涂山路南 - 华光大道·电子41所 - 高科花园 - 兴中路 - 兴华路·长青南路 - 兴中路·长青南路 - 机电技师学院
- 往虎山公园 ： 机电技师学院 - 兴中路·长青南路 - 兴华路·长青南路 - 兴中路 - 高科花园 - 华光大道·电子41所 - 华光大道·涂山路南 - 华光大道·涂山路北 - 柴油机厂 - 蚌埠新港 - 胜利西路·吴湾北路 - 西大坝 - 蚌埠日报社 - 胜利路·纬四路 - 朝阳路桥 - 一中 - 第一实验学校 - 第三人民医院 - 津浦大塘南 - 延安路·体育路 - 中信银行 - 投资大厦 - 紫荆名流西 - 宝龙广场 - 慕远学校 - 戴湖·桃李园 - 航华路·东海大道 - 老年康复医院 - 富民路·富华路 - 光彩小区 - 琥珀新天地 - 新地城市广场 - 虎山公园[14]

### 换乘站
以下内容均统计自：蚌埠市公共交通集团有限公司营运线路一览表
- 机电技师学院 ： 104路 103路 111路 138路
- 高科花园 ： 104路（单边） 122路 138路 中科电力专线
- 华光大道·电子41所 ： 111路 122路 123路
- 柴油机厂 ： 112路
- 蚌埠新港 ： 112路
- 吴湾北路 ： 112路
- 西大坝 ： 112路 116路
- 蚌埠日报社 ： 112路 116路
- 纬四路 ： 112路 116路
- 朝阳路桥 ： 102路 108路 112路 116路 119路 135路
- 一中 ： 101路 102路 108路 103路 116路 136路 环线1路 302路
- 第三人民医院 ： 105路 108路 101路 116路 118路 302路
- 第一实验学校（单边） ： 101路 116路 118路
- 津浦大塘南 ： 102路 105路 108路 环线1路 116路 118路 123路 微3路
- 延安路·体育路 ： 102路 123路
- 中信银行 ： 102路 109路 123路 微3路
- 投资大厦 ： 120路 150路
- 紫荆名流 ： 环线1路
- 慕远学校 ： 微1路
- 戴湖·桃李园 ： 132路
- 老年康复医院 ： 125路 138路
- 光彩小区 ： 125路
- 琥珀新天地 ： 125路
- 新地城市广场 ： 125路
- 虎山公园 ： 125路

## 票价
- 未持卡乘客普通车投币1元，空调车投币2元。
- 持普通电子钱包卡普通车0.9元/次，空调车1.8元/次。
- 持学生月票卡普通车0.18元/次，成人卡0.36元/次，空调车加1元。
- 持老人卡、拥军卡、爱心卡的乘客免费乘车。[15]

## 资料来源
1. ↑  .   [2017-08-07]. （原始内容存档于2017-08-02）.
2. ↑  .   [2017-08-07]. （原始内容存档于2017-08-07）.
3. ↑  .   [2017-08-07]. （原始内容存档于2020-10-31）.
4. ↑  .   [2017-08-07]. （原始内容存档于2019-07-24）.
5. ↑  .   [2017-08-07]. （原始内容存档于2019-07-24）.
6. ↑  .   [2017-08-07]. （原始内容存档于2017-08-06）.
7. ↑  .   [2017-08-07]. （原始内容存档于2019-07-23）.
8. ↑  .   [2017-08-07]. （原始内容存档于2017-07-31）.
9. ↑  .   [2017-08-07]. （原始内容存档于2016-12-02）.
10. ↑  .   [2017-08-07]. （原始内容存档于2020-08-11）.
11. ↑  .   [2017-08-07]. （原始内容存档于2019-07-23）.
12. ↑  .   [2017-08-07]. （原始内容存档于2017-07-31）.
13. ↑  .   [2019-01-06]. （原始内容存档于2019-01-06）.
14. ↑  .   [2017-08-07]. （原始内容存档于2017-07-08）.
15. ↑  .   [2017-08-07]. （原始内容存档于2018-03-09）.